# Бугаївка (Богодухівський район)
Буга́ївка — село в Україні, у Валківській міській громаді Богодухівського району Харківської області. Населення становить 90 осіб. До 2020 орган місцевого самоврядування — Заміська сільська рада.

## Географія
Село Бугаївка знаходиться на схилах балки Орчик в якій бере початок річка Орчик. На заході до села примикає великий ліс Заданський (дуб). На сході примикає село Корнієнкове.

## Історія
12 червня 2020 року, розпорядженням Кабінету Міністрів України № 725-р «Про визначення адміністративних центрів та затвердження територій територіальних громад Харківської області», увійшло до складу Валківської міської громади.
19 липня 2020 року, в результаті адміністративно-територіальної реформи та ліквідації Валківського району, селище увійшло до складу Богодухівського району.